# وتيدة الأذن
وتيدة الأذن أو مقابل الوتدة أو المَرْزة أو حدبة صماخ الأذن هي من سمات تشريح الأذن لدى الثدييات.

## صور إضافية

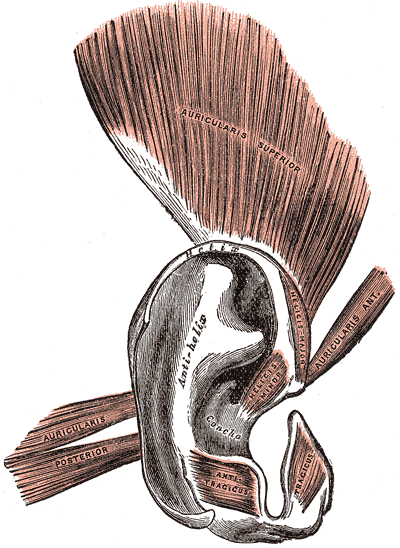
عضلات صيوان الأذن.
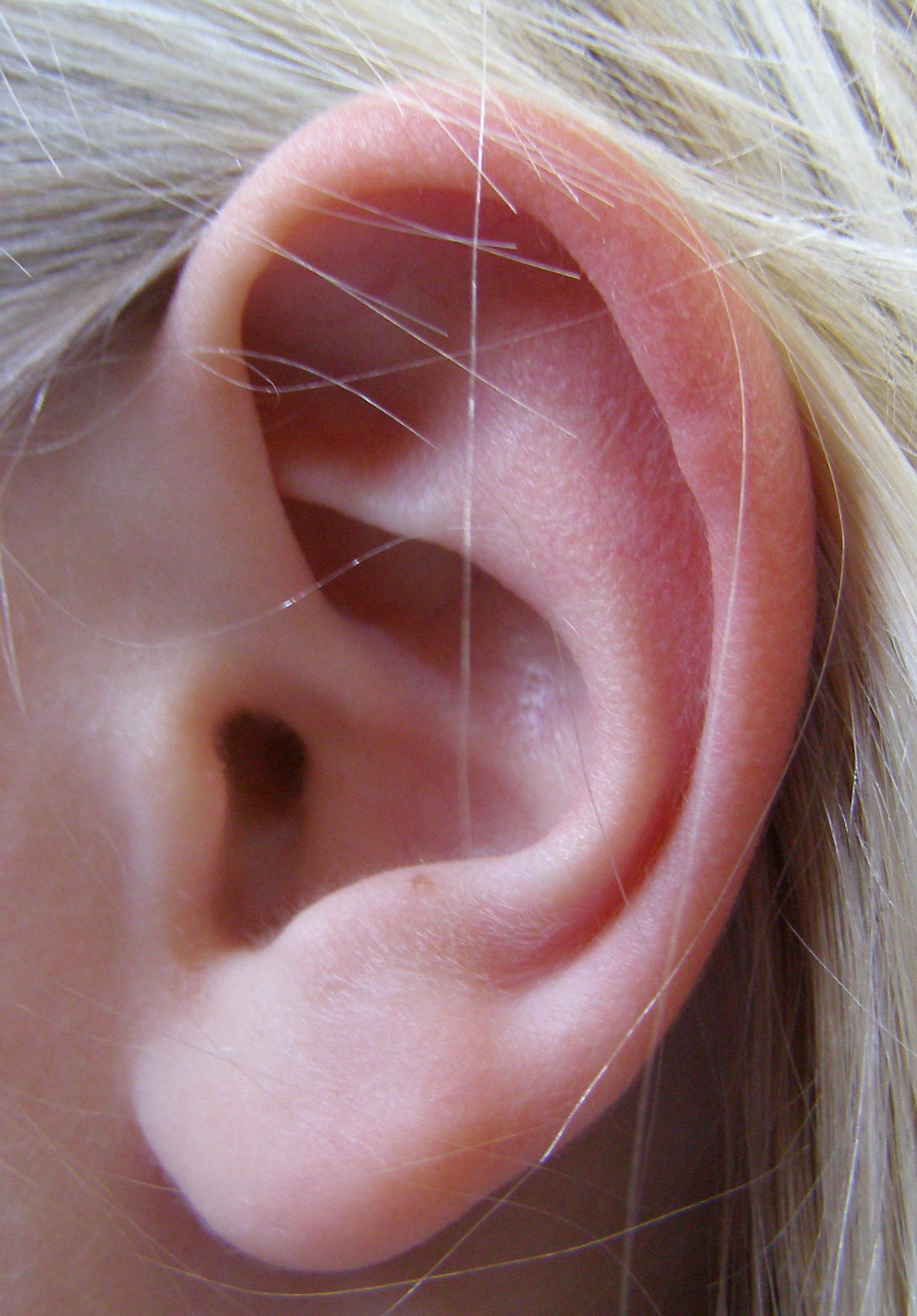
الأذن اليسرى لإنسان
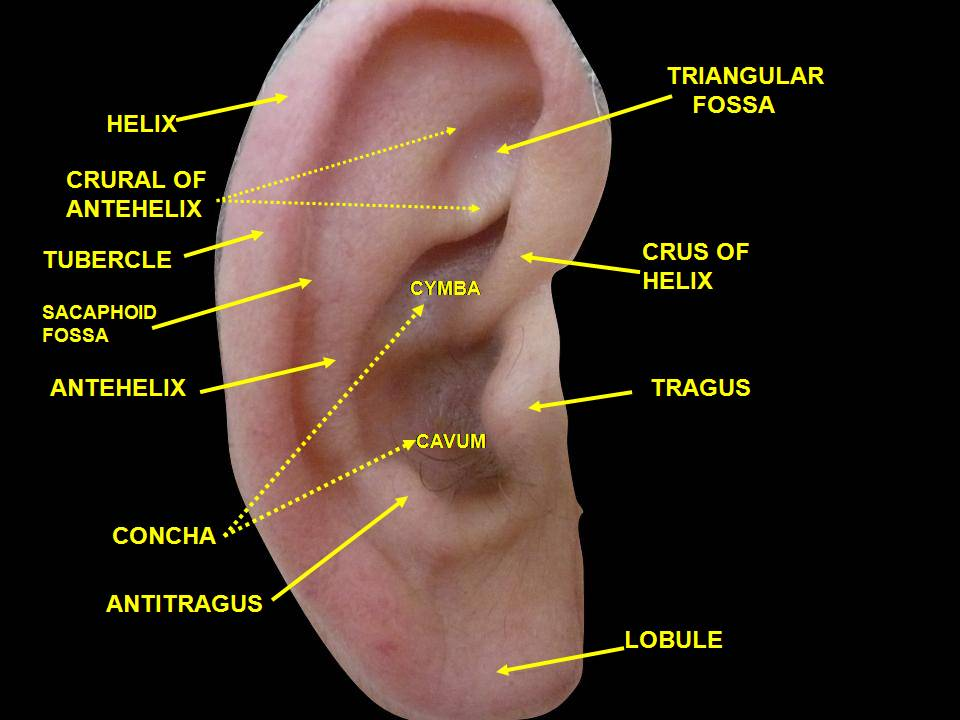
الأذن الخارجية. الصيوان الأيمن. منظر جانبي.
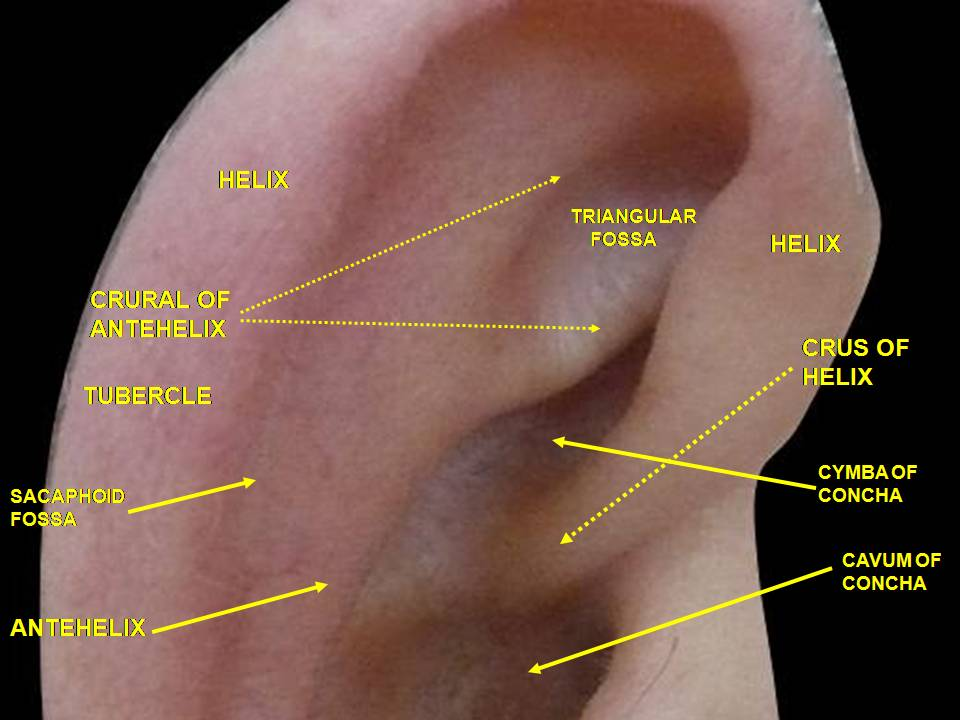
الأذن الخارجية. الصيوان الأيمن. منظر جانبي.
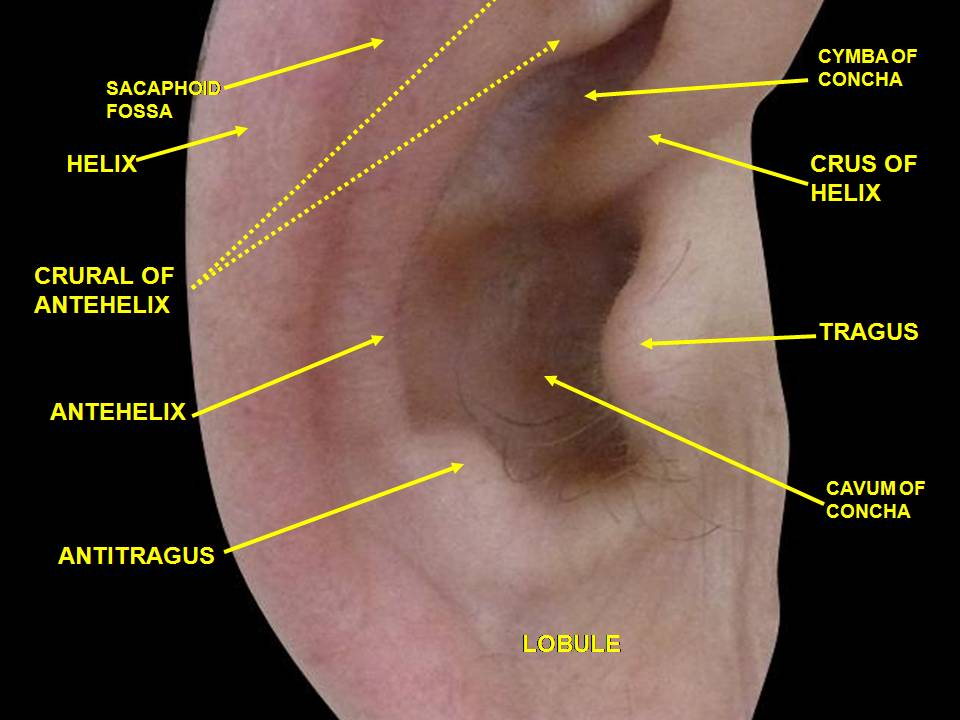
الأذن الخارجية. الصيوان الأيمن. منظر جانبي.

## روابط خارجية
- صور تشريحية:30:01-0105 في مركز داونستيت الطبي التابع لجامعة نيويورك
- درسٌ تشريحي حول lesson3 مُعدٌ بواسطة ويسلي نورمان (جامعة جورجتاون).(externalear) (#6)
- Diagram at bodymodforums.com